# Федунский сельский совет (Шишацкий район)
Федунский сельский совет (укр. Федунська сільська рада) — входит в состав
Шишацкого района
Полтавской области
Украины.
Административный центр сельского совета находится в 
с. Федунка.

## Населённые пункты совета
- с. Федунка
- с. Белаши
- с. Зозули
- с. Мирошники
- с. Раевка
- с. Римиги